# Francesco Gonzaga di Guido
Francesco Gonzaga (Mantova, ... – Mantova, 7 luglio 1369) è stato un nobile italiano.

## Biografia
Era figlio di Guido Gonzaga, secondo Capitano del Popolo di Mantova e di Beatrice di Bar.
Viveva a Castiglione dove conduceva una vita agiata. Assieme al fratello Ludovico ordì contro Ugolino, ritenuto protetto del padre. Il 14 ottobre 1362, durante una cena, pugnalarono a morte Ugolino. Papa Urbano V e l'imperatore Carlo IV assolsero gli assassini e Francesco nel 1365 venne nominato vicario imperiale di Mantova. Anche il padre concesse il perdono ai due figli.

## Discendenza
Dal matrimonio nel 1366 con Eletta (Lete) da Polenta, figlia di Guido III da Polenta, nacquero due figli:
- Gaudenzio[1]
- Sagramoso (1360-1405), vescovo di Mantova[2][3]
- Diomede Gonzaga (1360/1369-post 1447)[3]

## Ascendenza
|                   |                   |                                       | Genitori                |  |  | Nonni |  |  | Bisnonni      |  |  | Trisnonni       |  |
|                   |                   |                                       |                         |  |  |       |  |  | Guido Corradi |  |  | Antonio Corradi |  |
|                   |                   |                                       |                         |  |  |       |  |  | Guido Corradi |  |  | Antonio Corradi |  |
|                   |                   | Richilde Pedroni                      |                         |  |  |       |  |  | Guido Corradi |  |  |                 |  |
| Luigi I Gonzaga   |                   |                                       |                         |  |  |       |  |  | Guido Corradi |  |  |                 |  |
|                   |                   | Estrambina di San Martino             |                         |  |  |       |  |  |               |  |  |                 |  |
|                   |                   |                                       |                         |  |  |       |  |  |               |  |  |                 |  |
|                   |                   |                                       |                         |  |  |       |  |  |               |  |  |                 |  |
| Guido Gonzaga     |                   |                                       |                         |  |  |       |  |  |               |  |  |                 |  |
|                   |                   | Ramberto Ramberti                     |                         |  |  |       |  |  |               |  |  |                 |  |
|                   |                   |                                       |                         |  |  |       |  |  |               |  |  |                 |  |
|                   |                   |                                       |                         |  |  |       |  |  |               |  |  |                 |  |
| Richilda Ramberti |                   |                                       |                         |  |  |       |  |  |               |  |  |                 |  |
|                   |                   | Margherita di Almerico dei Lavellongo |                         |  |  |       |  |  |               |  |  |                 |  |
|                   |                   |                                       |                         |  |  |       |  |  |               |  |  |                 |  |
|                   |                   |                                       |                         |  |  |       |  |  |               |  |  |                 |  |
| Francesco Gonzaga |                   |                                       |                         |  |  |       |  |  |               |  |  |                 |  |
|                   | Enrico III di Bar | Tebaldo II di Bar                     |                         |  |  |       |  |  |               |  |  |                 |  |
|                   | Enrico III di Bar | Tebaldo II di Bar                     |                         |  |  |       |  |  |               |  |  |                 |  |
|                   | Enrico III di Bar | Giovanna di Toucy                     |                         |  |  |       |  |  |               |  |  |                 |  |
| Edoardo I di Bar  | Enrico III di Bar |                                       |                         |  |  |       |  |  |               |  |  |                 |  |
|                   |                   | Eleonora d'Inghilterra                | Edoardo I d'Inghilterra |  |  |       |  |  |               |  |  |                 |  |
|                   |                   | Eleonora d'Inghilterra                | Edoardo I d'Inghilterra |  |  |       |  |  |               |  |  |                 |  |
|                   |                   | Eleonora d'Inghilterra                | Eleonora di Castiglia   |  |  |       |  |  |               |  |  |                 |  |
| Beatrice di Bar   |                   | Eleonora d'Inghilterra                |                         |  |  |       |  |  |               |  |  |                 |  |
|                   |                   | Roberto II di Borgogna                | Ugo IV di Borgogna      |  |  |       |  |  |               |  |  |                 |  |
|                   |                   | Roberto II di Borgogna                | Ugo IV di Borgogna      |  |  |       |  |  |               |  |  |                 |  |
|                   |                   | Roberto II di Borgogna                | Yolanda di Dreux        |  |  |       |  |  |               |  |  |                 |  |
| Maria di Borgogna |                   | Roberto II di Borgogna                |                         |  |  |       |  |  |               |  |  |                 |  |
|                   |                   | Agnese di Francia                     | Luigi IX di Francia     |  |  |       |  |  |               |  |  |                 |  |
|                   |                   | Agnese di Francia                     | Luigi IX di Francia     |  |  |       |  |  |               |  |  |                 |  |
|                   |                   | Agnese di Francia                     | Margherita di Provenza  |  |  |       |  |  |               |  |  |                 |  |
|                   |                   | Agnese di Francia                     |                         |  |  |       |  |  |               |  |  |                 |  |